# Michał Krzywicki (duchowny)
Michał Krzywicki (ur. 29 września 1895 w Rakowie, obecnie Białoruś, zm. 13 stycznia 1967 w Drohiczyn) – polski duchowny katolicki, protonotariusz apostolski, doktor nauk teologicznych, wykładowca seminaryjny, administrator apostolski diecezji pińskiej z siedzibą w Drohiczynie (1950–1967).

## Życiorys
Był synem Franciszka Krzywickiego i Katarzyny z Bielskich Krzywickiej. W 1912 wstąpił do Wyższego Seminarium Duchownego w Petersburgu. Jeszcze jako diakon został w 1918 kanclerzem notariuszem kurii diecezji mińskiej. Był też prefektem w szkołach w Mińsku. 14 czerwca 1919 otrzymał z rąk bp. Zygmunta Łozińskiego w kościele w Wołczkiewiczach sakrament święceń. W tym samym roku rozpoczął studia na Wydziale Teologii Katolickiego Uniwersytetu Lubelskiego, w którym w 1924 uzyskał licencjat. Został prefektem w Stołpcach. W 1926 został wykładowcą Wyższego Seminarium Duchownego w Pińsku. W 1927 uzyskał na KUL stopień naukowy doktora nauk teologicznych. Pełnił szereg funkcji w diecezji pińskiej. W 1937 został kanonikiem pińskiej kapituły katedralnej. We wrześniu został na krótko wraz z alumnami pińskiego seminarium aresztowany przez władze sowieckie. Po uwolnieniu w październiku 1939 za zgodą bp. Kazimierza Bukraby osiadł w Wilnie, gdzie przebywał do końca wojny.
W kwietniu 1945 trafił do Białegostoku. Został wykładowcą tamtejszego Wyższego Seminarium Duchownego i sędzią kurii diecezjalnej.
1 czerwca 1950 został administratorem apostolskim diecezji pińskiej. 1 lipca 1950 objął rządy w diecezji, 1 września 1950 przeniósł siedzibę kurii z Bielska Podlaskiego do Drohiczyna. Zorganizował tam w 1952 Wyższe Seminarium Duchowne w Drohiczynie, początkowo w połączeniu z seminarium w Siedlcach, (w 1957 zostało usamodzielnione). Na przełomie lat 50. i 60. ze względu na ciężką chorobę nie był w stanie samodzielnie wykonywać obowiązków administratora. W 1962 Stolica Apostolska powołała dla ulżenia mu biskupa pomocniczego, którym został bp Władysław Jędruszuk. Był organizatorem uroczystości milenijnych w Drohiczynie z udziałem kard. Stefana Wyszyńskiego i abp. Karola Wojtyły.
Zmarł 13 stycznia 1967. Został pochowany na cmentarzu w Drohiczynie.